# Creston (Nebraska)
Creston je selo u američkoj saveznoj državi Nebraska. Prema popisu stanovništva iz 2010. u njemu je živjelo 203 stanovnika.